# Яштикасана

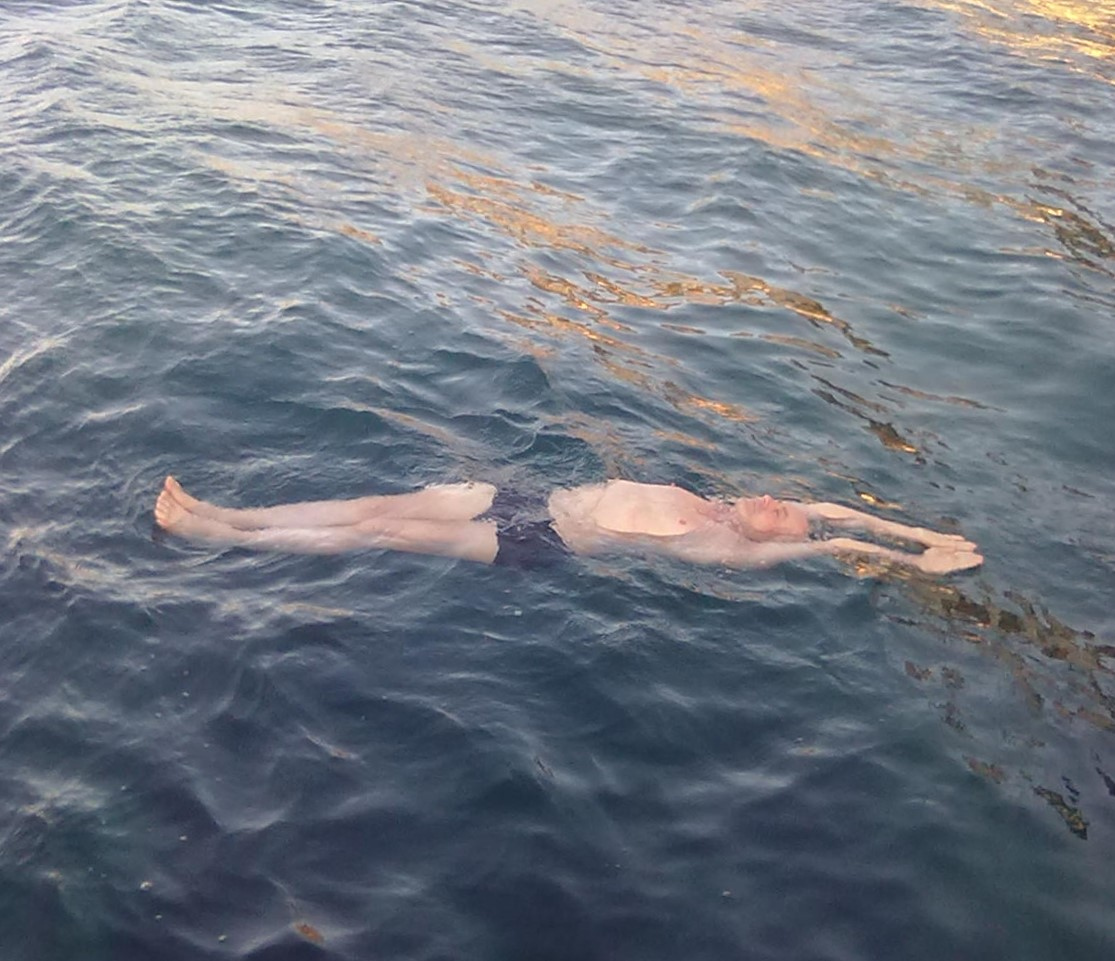
Исполнение Ястикасаны в море 72-летним мужчиной.

Яштика́сана (Ястика́сана) или Поза палки — одно из упражнений хатха-йоги начального уровня. Выполняется как самостоятельное занятие, так и в качестве подготовительного этапа при освоении асан среднего и продвинутого уровня. В переводе с санскрита ясти́к означает палка, а́сана — поза.
Поза палки, освоенная под руководством квалифицированного наставника и выполняемая правильно, может быть весьма полезна для организма. Регулярное применение этого упражнения способствует профилактике ряда заболеваний, оздоровлению души и тела.
Яштикасана используется для медитации, снятия усталости и преодоления дистресса. Он является противоположностью эустресса, то есть положительного стресса, который мотивирует позитивную деятельность человека.

## Этимология
Название Ястикасана образовано от санскритских слов ястик (санскр. यष्टिक IAST: yastik — палка) и асана (санскр. आसन IAST: āsana — сиденье.
Этимологически этот термин происходит от корня ās «сидеть», с добавлением суффикса ana, создающего имя действия. Согласно «Йога-сутрам» Патанджали, в которых изложена теория и практика йоги, «асана — это положение тела, которое удобно и устойчиво».

## Техника исполнения
Чтобы выполнить Яштикасану, нужно лечь на спину на горизонтальную поверхность, руки расположить вдоль туловища. Затем на вдохе поднять руки вверх и, описав ими дугу в 180 градусов, опустить за головой. Задержав дыхание, одновременно максимально вытягивать руки и ноги. Между кистями и стопами зазор должен быть минимальным. Прочувствовав растяжение всего тела, следует сохранять эту позу как можно дольше. Далее на выдохе вернуться в исходное положение и отдохнуть в Шавасане. При наличии соответствующего навыка упражнение можно выполнять и на поверхности водоёма. 
Для достижения надлежащего эффекта движения в описанной последовательности повторяются 5 — 6 раз.

## Оздоровительный аспект асаны
Утверждается, что регулярное выполнение Ястикасаны улучшает кровоснабжение, тонизирует мускулатуру  живота и тазового дна, способствует максимальному выпрямлению тела.
Поза палки хорошо растягивает руки и ноги, снимает боль в суставах, улучшает гибкость, вытягивает позвоночник, вызывает расслабление всего тела, особенно мышц брюшной стенки и таза.
Яштикасану рекомендуется выполнять для снятия усталости. Поначалу данное упражнение кажется очень лёгким, но выполнить его правильно довольно сложно, так как нужно осознанно последовательно снимать напряжение во всех мышцах тела. Яштикасана даёт телу необходимый отдых. Постоянные нарушения осанки создают чрезмерную нагрузку на мышцы спины, которые обычно не получают должного расслабления в привычном положении лёжа. Поза палки, как и другие растягивающие асаны, значительно расслабляет позвоночник и связанные с ним структуры и особенно рекомендуется при проблемах со спиной. Яштикасану можно выполнять в любое удобное время суток.
Поза палки ускоряет использование организмом жировых запасов и тренирует мышцы шеи, спины и конечностей.
Сообщается, что применение Яштикасаны облегчает запоры, в частности после  химиотерапии злокачественных новообразований.

## Меры предосторожности
Выполнение Ястикасаны не рекомендуется при наличии сердечно-сосудистых заболеваний, высокого кровяного давления, кифоза, хронических болей в спине, травмах позвоночника, межпозвоночной грыже.

### Видео
- Dr. Hansaji Yogendra. Yashtikasana (англ.). The Yoga Institute. Дата обращения: 9 июля 2023.
- Sujithra Menon. Yashtikasana (англ.). Manorama Online Health. Дата обращения: 9 июля 2023.